# Vápno (Hlavice)
Vápno je osada, část obce Hlavice v okrese Liberec. Nachází se asi jeden kilometr jihozápadně od Hlavice. Vápno je také název katastrálního území o rozloze 4,27 km².

## Historie
První písemná zmínka o vesnici pochází z roku 1398.

## Galerie

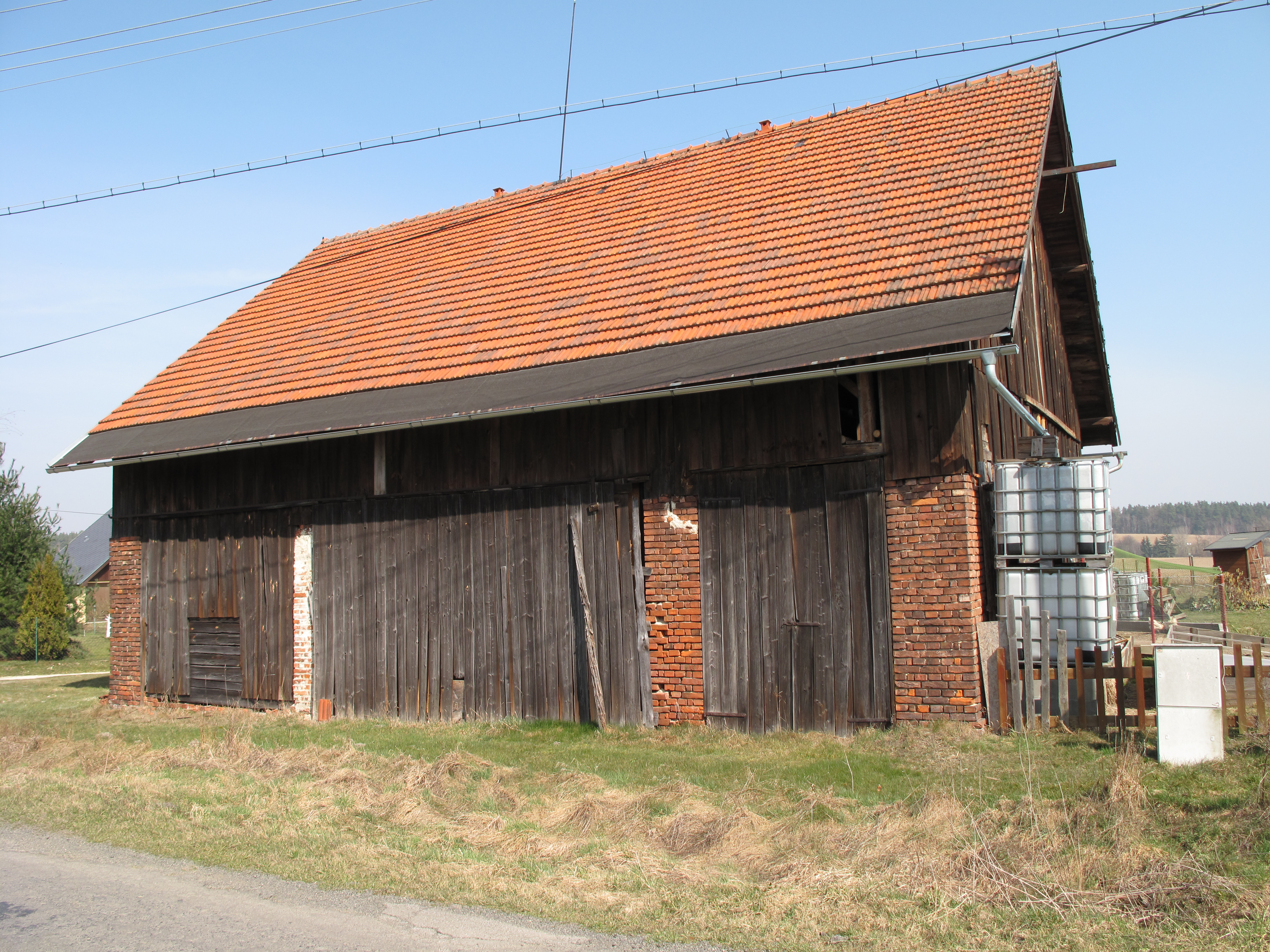
Stodola
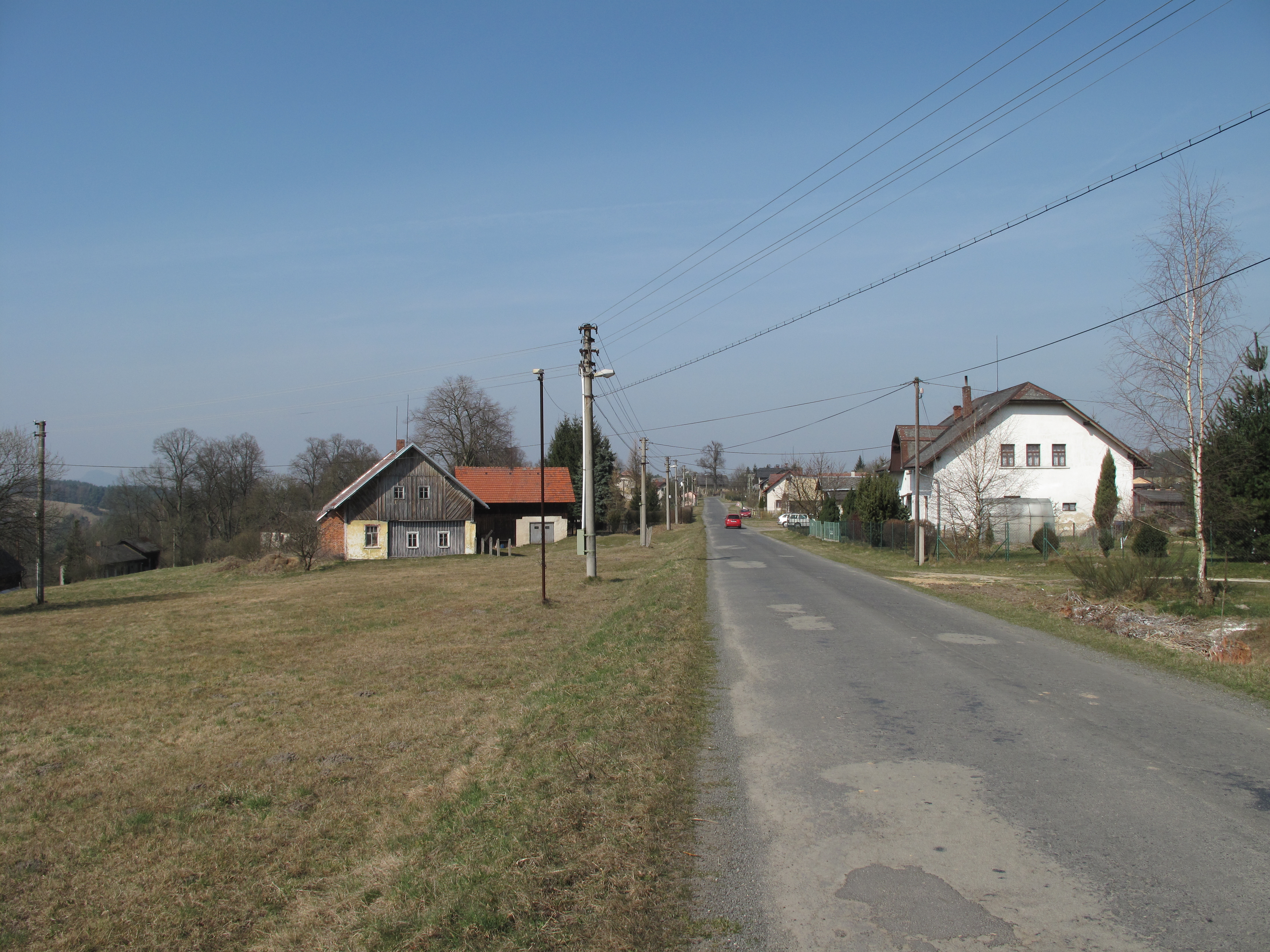
Domy u silnice
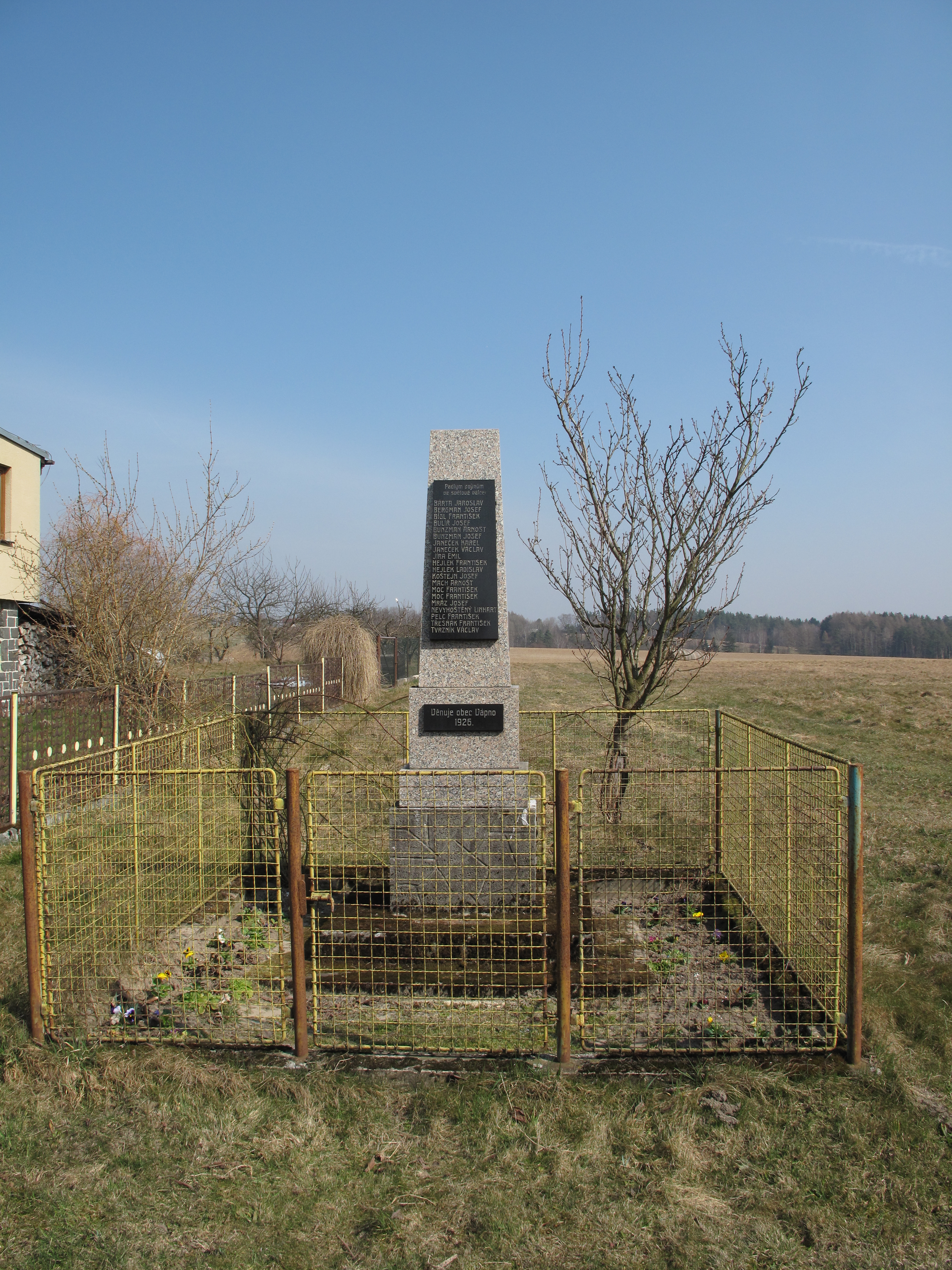
Pomník padlým
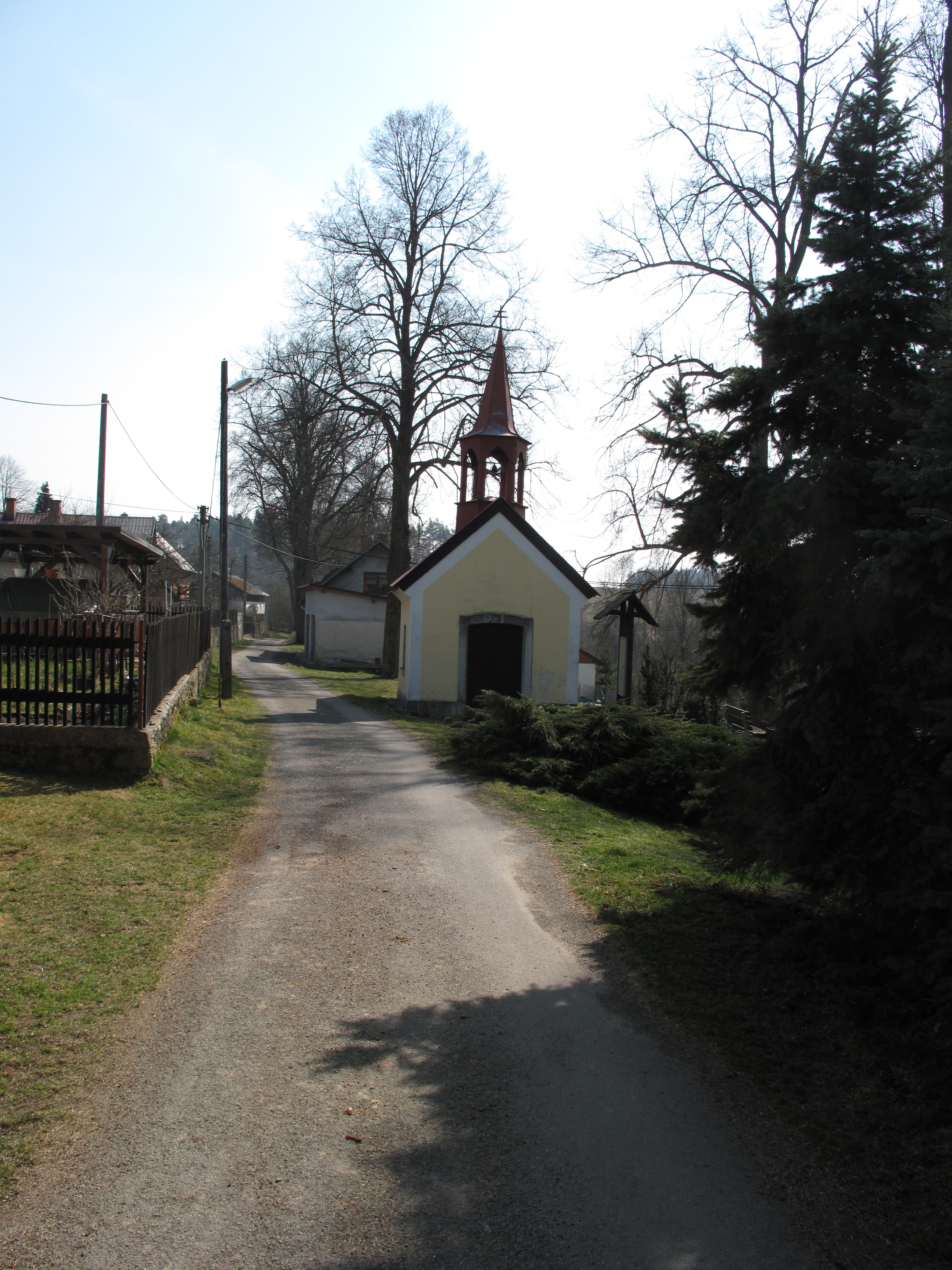
Kaplička